# P.108 (航空機)
P.108
P.108B (1942年)
- 用途：爆撃機
- 製造者：ピアッジョ社
- 初飛行：1939月11月24日
- 生産数：36機＋プロトタイプ1機
- 運用開始：1942年
- 運用状況：退役

P.108 はピアッジョ社が開発した、イタリア空軍向けの爆撃機である。イタリア版B-17とも言える機体で第二次世界大戦時のイタリアで実用化された唯一の4発機であったが、少数しか生産されずほとんど戦果を残すことができなかった。

## 概要

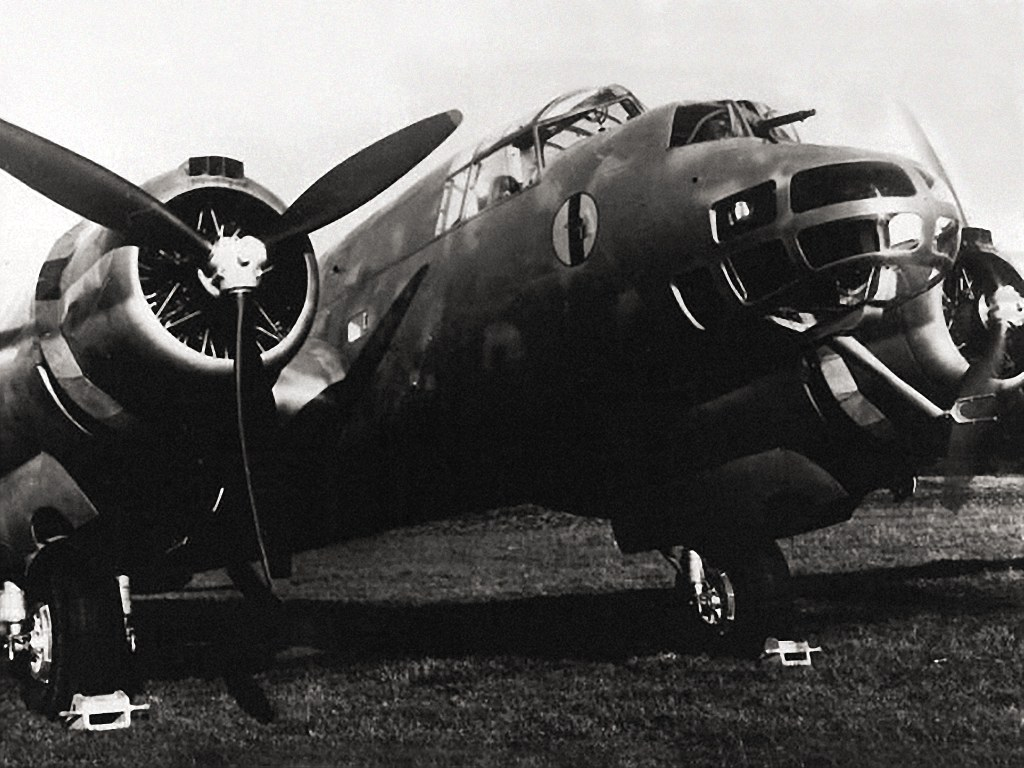
1943年に撮られた本機。

P.108は1937年からピアッジョ社で開発が開始された。この機体の主任設計者のジョヴァンニ・カシラギ（Giovanni Casiraghi）技師は前年までアメリカで設計を学んでいたため、開発中の機体の各所にアメリカでの経験が生かされることとなった。試作機は1939年11月に初飛行した。全金属製の機体に1,350hpのエンジンを4発装備した爆撃機で、3トンを超える爆弾を搭載することができた。防御武装は8丁の機関銃だったが、その内4丁は2丁ずつ外側のエンジンナセル上に装備し胴体上面の照準ドームからリモートコントロールしていた。さらに12.7mm機銃を機首と半引込み式の腹部銃座につけ、また胴体側面に残り2丁の機銃と、イタリアの標準では、もっとも重武装の機体であった。
初飛行の結果は満足のいくもので、イタリア軍では量産を決定したが、生産の遅れによる部隊配備の遅延と乗員の訓練に時間がかかったことから実戦に登場したのは1942年6月からになってしまった。その後、イタリア降伏までに20機超が生産されたが、数回の爆撃任務と海上哨戒任務を行ったにとどまった。イタリア降伏後は本機のほとんどはサロ共和国政府やドイツ軍の手に渡り、主に大型輸送機として用いられた。

## 逸話
ベニート・ムッソリーニの三男ブルーノは有望な空軍士官として名声を集めて、23歳の時にP.108のテストパイロットに選抜されたが試験操縦中に事故死した。

## スペック
- 全長：22.92 m
- 全幅：32.00 m
- 全高：5.18 m
- 翼全高：135.3 m2
- 全備重量：29,885 kg

本機の三面図。

- エンジン：ピアッジョP.12 RC35 空冷星型18気筒 1,350 hp×4
- 最大速度：420 km/h
- 航続距離：3,520 km
- 実用上限高度：8,500 m
- 上昇率：2,000 m/10'00
- 武装
  - 12.7mm機銃×6
  - 7.7mm機銃×2
  - 爆弾 3,500 kg
- 乗員 6名

### ピアッジョP.XII RC35エンジン　性能諸元
- 形式：空冷星型１８気筒
- 過給器：１段１速
- 全長：1700mm
- 直径：1410mm
- 重量：850kg
- 馬力：1479hp/0m・1331hp/3500m

## 登場作品
『R.U.S.E.』
イタリアの爆撃機として登場。
『War Thunder』
イタリア空軍に通常の爆撃機型のP.108B serie 1とP.108B serie 2、機首に102mm砲を搭載した攻撃機型のP.108A Serie 2が登場。